# Parigi-Bruxelles 2007
La Parigi-Bruxelles 2007, ottantasettesima edizione della corsa, valida come evento dell'UCI Europe Tour 2007 categoria 1.HC, si svolse il 15 settembre 2007 su un percorso di 219,1 km. Fu vinta dall'australiano Robbie McEwen, che terminò la gara in 4h 53' 00" alla media di 44,86 km/h.
Furono 168 i ciclisti che portarono a termine la competizione.

## Ordine d'arrivo (Top 10)
| Pos. | Corridore         | Squadra         | Tempo    |
| ---- | ----------------- | --------------- | -------- |
| 1    | Robbie McEwen     | Predictor       | 4h53'00" |
| 2    | Jeremy Hunt       | Unibet.com      | s.t.     |
| 3    | Honorio Machado   | Tenax           | s.t.     |
| 4    | Baden Cooke       | Unibet.com      | s.t.     |
| 5    | Steven de Jongh   | Quick Step      | s.t.     |
| 6    | Janek Tombak      | Jartazi         | s.t.     |
| 7    | Kenny Dehaes      | Choc. Jacques   | s.t.     |
| 8    | Thor Hushovd      | Crédit Agricole | s.t.     |
| 9    | Claudio Cucinotta | Tenax           | s.t.     |
| 10   | Giuseppe Palumbo  | Acqua & Sap.    | s.t.     |